# Rivière Marralik
La rivière Marralik est un affluent du littoral sud de la baie d'Ungava. La rivière Marralik coule vers le nord en traversant le territoire non organisé de la Rivière-Koksoak, dans la région administrative du Nord-du-Québec, au Québec, au Canada.

## Géographie
Les bassins versants voisins de la rivière Marralik sont :
- côté nord : baie d'Ungava ;
- côté est : rivière Qurlutuq, la Houël ;
- côté sud :
- côté ouest : rivière à la Baleine.

La rivière Marralik prend sa source au lac Le Gendre (altitude : 308 m). À partir du lac de tête, la rivière traverse plusieurs plans d'eau dont : lac Saffray (altitude : 173 m) et lac Marraliup (altitude : 143 m).
La rivière Marralik coule vers le nord sur 130 km, plus ou moins en parallèle à la rivière à la Baleine (du côté est).
La rivière Marralik se déverse sur le littoral sud de la baie d'Ungava, face à l'île Qikirtajuaq laquelle barre l'embouchure de la rivière à la Baleine.

## Toponymie
Le toponyme rivière Marralik a été officialisé le 6 janvier 1983 à la Commission de toponymie du Québec.